# Джош Арчибальд (хокеїст)
Джош Арчибальд (англ. Josh Archibald, нар. 6 жовтня 1992, Реджайна) — американський хокеїст, крайній нападник клубу НХЛ «Аризона Койотс».
Володар Кубка Стенлі.
Його батько — Джим, також був гравцем НХЛ.

## Ігрова кар'єра
Хокейну кар'єру розпочав 2009 року.
2011 року був обраний на драфті НХЛ під 174-м загальним номером командою «Піттсбург Пінгвінс».
Захищав кольори професійної команди «Піттсбург Пінгвінс». Наразі ж грає за клуб НХЛ «Аризона Койотс».
У 2017 році, граючи за команду «Піттсбург Пінгвінс», став володарем Кубка Стенлі.
Наразі провів 29 матчів у НХЛ, включаючи 4 гри плей-оф Кубка Стенлі.

## Статистика

### Клубні виступи
| Сезон        | Клуб                            | Ліга         | Регулярний сезон | Регулярний сезон | Регулярний сезон | Регулярний сезон | Регулярний сезон | Плей-оф | Плей-оф | Плей-оф | Плей-оф | Плей-оф |
| Сезон        | Клуб                            | Ліга         | І                | Г                | П                | О                | ШХ               | І       | Г       | П       | О       | ШХ      |
| ------------ | ------------------------------- | ------------ | ---------------- | ---------------- | ---------------- | ---------------- | ---------------- | ------- | ------- | ------- | ------- | ------- |
| 2009–10      | Старша школа Брейнерда          | USHS         | 27               | 22               | 35               | 57               | 74               | —       | —       | —       | —       | —       |
| 2010–11      | Старша школа Брейнерда          | USHS         | 27               | 30               | 48               | 78               | 40               | —       | —       | —       | —       | —       |
| 2011–12      | «Омаха Меверікс»                | ЗКХА         | 36               | 10               | 5                | 15               | 33               | —       | —       | —       | —       | —       |
| 2012–13      | «Омаха Меверікс»                | ЗКХА         | 39               | 19               | 17               | 36               | 34               | —       | —       | —       | —       | —       |
| 2013–14      | «Омаха Меверікс»                | ЗКХА         | 37               | 29               | 14               | 43               | 62               | —       | —       | —       | —       | —       |
| 2013–14      | «Вілкс-Барре/Скрентон Пінгвінс» | АХЛ          | 7                | 1                | 0                | 1                | 13               | 2       | 1       | 0       | 1       | 0       |
| 2014–15      | «Вілкс-Барре/Скрентон Пінгвінс» | АХЛ          | 45               | 5                | 8                | 13               | 24               | 3       | 0       | 1       | 1       | 0       |
| 2014–15      | «Вілінг Нейлерс»                | ХЛСУ         | 9                | 7                | 4                | 11               | 4                | —       | —       | —       | —       | —       |
| 2015–16      | «Вілкс-Барре/Скрентон Пінгвінс» | АХЛ          | 69               | 9                | 9                | 18               | 75               | 10      | 1       | 0       | 1       | 10      |
| 2015–16      | «Піттсбург Пінгвінс»            | НХЛ          | 1                | 0                | 0                | 0                | 0                | —       | —       | —       | —       | —       |
| 2016–17      | «Вілкс-Барре/Скрентон Пінгвінс» | АХЛ          | 61               | 16               | 13               | 29               | 54               | 5       | 2       | 0       | 2       | 16      |
| 2016–17      | «Піттсбург Пінгвінс»            | НХЛ          | 10               | 3                | 0                | 3                | 4                | 4       | 0       | 0       | 0       | 2       |
| 2017–18      | «Піттсбург Пінгвінс»            | НХЛ          | 3                | 0                | 0                | 0                | 0                | —       | —       | —       | —       | —       |
| 2017–18      | «Вілкс-Барре/Скрентон Пінгвінс» | АХЛ          | 6                | 1                | 2                | 3                | 4                | —       | —       | —       | —       | —       |
| 2017–18      | «Аризона Койотс»                | НХЛ          | 11               | 3                | 1                | 4                | 15               |         |         |         |         |         |
| Усього в НХЛ | Усього в НХЛ                    | Усього в НХЛ | 25               | 6                | 1                | 7                | 19               | 4       | 0       | 0       | 0       | 2       |

### Збірна
| Рік              | Команда          | Турнір           | Місце            | І | Г | П | О | ШХ |
| ---------------- | ---------------- | ---------------- | ---------------- | - | - | - | - | -- |
| 2012             | США              | МЧС              | 7-е              | 6 | 0 | 2 | 2 | 6  |
| Молодіжна збірна | Молодіжна збірна | Молодіжна збірна | Молодіжна збірна | 6 | 0 | 2 | 2 | 6  |